# European Pressure Ulcer Advisory Panel
European Pressure Ulcer Advisory Panel, kurz EPUAP, (deutsch Europäisches Dekubitus-Beratungsgremium) ist eine europäische Fachgesellschaft, die Leitlinien zur Dekubitusprävention und -behandlung entwickelt. Sie wurde im Dezember 1996 in London gegründet.

## Projekte

### Dekubitus-Leitlinien
In internationaler Zusammenarbeit entwickelt EPUAP evidenzbasierte Leitlinien zur Prävention und Behandlung von Dekubitus, die von medizinischem Fachpersonal weltweit genutzt werden können. Dabei wird eine wissenschaftliche Methodik angewendet, um alle verfügbaren Forschungsergebnisse zu identifizieren und kritisch zu bewerten.
Die erste Version der Dekubitus-Leitlinie entstand in einer zweijährigen Zusammenarbeit zwischen EPUAP und der US-amerikanischen National Pressure Injury Advisory Panel (NPIAP). Für die zweite Version schloss sich mit der Pan Pacific Pressure Injury Alliance (PPPIA) auch die Dekubitus-Fachgesellschaft der Region Asien-Pazifik an. Für die dritte Version kooperierten zusätzlich 14 internationale assoziierte Organisationen, 168 internationale Dekubitusexperten, 699 Interessenvertreter sowie über 1.200 Patienten und ihre Betreuer an. Die dritte Version der Leitlinie wurde im November 2019 veröffentlicht.
Die vierte Version der Internationalen Leitlinie zu Dekubitus/Dekubitusverletzungen ist derzeit in Arbeit und wird voraussichtlich im November 2025 abschließend veröffentlicht. Neben EPUAP, NPIAP und PPPIA sind an dieser Leitlinie 17 weitere internationale Organisationen beteiligt.

### Prophlylactic Dressing Standards Initiative (PDSI)
Die PDSI-Arbeitsgruppe umfasst Expertenvertreter relevanter Interessensgruppen aus Industrie, Kliniken, Forschung und Politik, um einen Konsens über Standards für prophylaktische Verbände zu erzielen und spezifische Themen für die ersten Entwicklungsbemühungen auszuwählen. Über einen Zeitraum von drei Jahren sollen Leitlinien entwickelt und zur Akkreditierung bei internationalen und nationalen Normungsorganisationen eingereicht werden. Zur Finanzierung der Initiative wurde ein Entwicklungsfonds eingerichtet.

### Jährlicher Aktionstag
Die EPUAP veranstaltet jährlich einen „STOP Pressure Ulcer Day“ (deutsch Stopp-Dekubitus-Tag) an jedem dritten Donnerstag im November. Zielsetzung des Aktionstages ist es, Öffentlichkeit, Fachleute und Politiker auf die Problematik von Dekubitus aufmerksam zu machen. Der nächste „Stop Pressure Ulcer Day“ findet am 20. November 2025 statt.

### Patientensicherheit
EPUAP und die European Wound Management Association (EWMA) engagieren sich gemeinsam für die Prävention von Dekubitus und Patientensicherheit auf europäischer Ebene. Letztere steht seit einigen Jahren auf der Gesundheitsagenda der Europäischen Kommission.
Aus Perspektive der Wundversorgung steht die Prävention von Dekubitus seit jeher im Mittelpunkt, da die meisten Dekubitus durch richtige Prohylaxe vermeidbar sind.  Während insbesondere EPUAP die jährliche Kampagne „STOP Pressure Ulcer“ unterstützt, setzt sich EWMA in Zusammenarbeit mit der Eucomed Advanced Wound Care Sector Group dafür ein, im Europäischen Parlament und bei der Europäischen Kommission im Zusammenhang mit dem EU-Programm Joint Action on Patient Safety and Quality of Care (PaSQ) auf das Thema aufmerksam zu machen.

### Vergabe von Auszeichnungen
EPUAP vergibt bei ihren Jahrestreffen Auszeichnungen für besondere Verdienste in der Dekubitus-bezogenen Forschung: den Innovation in Care Award, den Investigator Award, den Excellence in Education Award und den Presentation Award.

## Veröffentlichungen
- European Pressure Ulcer Advisory Panel, National Pressure Injury Advisory Panel and Pan Pacific Pressure Injury Alliance: Prevention and Treatment of Pressure Ulcers/Injuries: Clinical Practice Guideline. The International Guideline. Hrsg.: Emily Haesler. EPUAP/NPIAP/PPPIA, 2019, ISBN 978-0-648-00978-8 (englisch, 408 S., internationalguideline.com [PDF; 3,4 MB; abgerufen am 29. Juni 2025]).
- European Pressure Ulcer Advisory Panel, National Pressure Injury Advisory Panel and Pan Pacific Pressure Injury Alliance: Prävention und Behandlung von Dekubitus. Kurzfassung der Leitlinie. Hrsg.: Emily Haesler. EPUAP/NPIAP/PPPIA (45 S., epuap.org [PDF; 921 kB; abgerufen am 29. Juni 2025] englisch: Prevention and Treatment of Pressure Ulcers/Injuries. Quick Reference Guide.).